# Постељина
Постељина је материјал који се поставља изнад душека кревета због хигијенских разлога, топлоте, заштите душека и декорације. Постељина се скида и пере. Људи углавном имају више комплета различитих постељина за сваки кревет и често их перу и мењају сезонски како би побољшали удобност спавања на различитим собним температурама. 
Сет постељине се обично састоји од чаршава који прекрива душек, равног чаршава који се ставља на душек, једног ћебета или јоргана, неколико јастука са јастучницама. Додатна ћебад и јоргани могу да обезбеде неопходну изолацију у хладним спаваоницама. Уобичајена пракса за децу и неке одрасле је да украсе кревет са плишаним играчкама, луткама, и слично. 
У америчком енглеском, реч постељина генерално не укључује душек, оквир кревета или подножје кревета (као што је мадрац), док је британском енглеском то случај. На аустралијском и новозеландском енглеском, постељина се често назива манчестер, посебно у продавницама. Манчестер је био центар памучне индустрије у касном 18. и 19. веку, и у 20. веку, те је памучна роба (углавном постељина и пешкири) добила назив 'манчестерска роба', што је касније поједностављено у 'манчестер' .

## Материјали постељине
Најчешћи типови су светло беле, чисто беле боје или са одређеним дизајном, памучне или од памука и полиестера, сатенске... Перје гуске или патке се често користи зарад топлоте. Али таква пуњења могу бити иритирајућа за многе људе, посебно за оне који имају алергије. Најчешће се користе памучне, вунене или од полиестера.

## Величине постељине
Величине постељине се разликују узимајући у обзир димензије кревета и душека за које треба да се користи. Величине кревета варирају широм света, са земљама које имају своје стандарде и терминологију. Величина душека се може сврстати по својој земљи продаје.

## Историја
Око 3400. п. н. е. Египатски фараони су преместили кревете са земље и кренули да спавају на подигнутој површини. Постељина је била широко развијена у Египту. На њу се гледало као на симбол светлости и чистоте, као и као симбол просперитета. Египатске мумије су често биле умотане у постељину. Комплексност апликација је порасла са истраживањем и развојем у области материјала за постељину током година.
Душеци из доба Римског царства су пуњени вуном, перјем, трском или сеном. Кревети су били украшени бојом, бронзом, сребром, накитом и златом. Сматра се да је била реткост да римски пар проведе ноћ заједно. Чешће је било да сваки супружник има посебну собу. Истраживачи верују да је римски кревет био дефинитивно мање удобан него данас.
Током ренесансе душеци су пуњени сламом и перјем, а затим прекривении свилом, сатеном и свилом. Везени балдахини и украсне завесе, као и појава перјанице, довели су до тога да су кревети постали изузетно скупи, често наслеђивани с генерације на генерацију.
Долазак 18. века доноси оквире кревета направљене од ливеног гвожђа и душеке који су направљени од памука. До тог времена, разне штеточине су једноставно прихватане као саставни део чак и краљевских кревета.
19. век је век проналаска мадраца.
20. век је донео футон, водени кревет (почевши од 1960), ваздушне јастуке, мадраци са гуменом пеном и јастуке.

## Елементи
| Имена                                                                    | Слике | Опис |
| ------------------------------------------------------------------------ | ----- | --- |
| Креветна сукња (такође набор кревета, прашинасти набор и основни застор) |       | Украсни комад који се користи за покривање опруга и ногу кревета. Умеће се између душека и опруга и виси до или скоро до пода. |
| Креветне прекривач (такође прекривач за кревет)                          |       | Прекривач за кревет, често декоративни, са странама које иду до или близу пода. Штити постељину, укључујући јастуке, током дана од прашине или друге контаминације. Ово не захтева застор за кревет, а био је посебно популаран у Северној Америци после Другог светског рата. Може се уклонити ноћу и, ако се жели, заменити прекривачем или јорганом.                                            |
| Ћебе                                                                     |       | Покривач од тканине који се користи за топлоту. |
| Болстер                                                                  |       | Дугачак, узак и обично цилиндричан јастук пуњен паперјем или перјем. Користи се за декорацију или лумбалну подршку када лежи уз узглавље. |
| Бодвар јастуци (или јастуци за доручак)                                  |       | Мали правоугаони украсни јастуци. |
| Континентални јорган                                                     |       | Прекривач за кревет, који се користи као ћебе, који је пуњен подставом и није изузетно паперјаст. Обично је реверзибилан и може се прати у машини. Они се обично упарују са застором на кревету како би се формирао комплетан ансамбл, јер бочне стране јоргана иду само до пола пута до пода. Разликује се од јоргана по томе што његови слојеви нису прошивени заједно. (Погледајте и „јорган“). |
| '''Ткани покривач'''                                                     |       | Стил прекривача коришћен пре 20. века у Америци. Обично не допире до пода и не покрива јастуке. |
| Јорган,                                                                  |       | Мека равна врећа традиционално пуњена паперјем или перјем, или комбинацијом оба, или синтетичким материјалима, и користи се као покривач. Обично није тако танак као континентални јорган, али се може назвати „доњим јорганом”. |
| Јоргански покривач</ref>                                                 |       | Декоративна и заштитна пресвлака за јорган. Већина јоргана има дугмад за затварање на једном крају. Аустралијанци користе термин doona cover, а не „јоргански прекривач“. Обично има број нити од 180-400 по квадратном инчу (или еквивалентно, број нити од 280-620 на 10 квадратних центиметара).                                                                                                |

## Терминологија
- Број нити: Обично се мери било као број нити по квадратном инчу (тј. 1 in × 1 in (2,54 cm × 2,54 cm)) или на 10 cm² (тј. 3,16 cm × 3,16 cm (1,24 in × 1,24 in)). Две методе мерења ће дати различите бројеве нити.[27] На пример, број од 250 нити/in2 једнак је 31,2 нити/cm².
- Ћебе (такође покривач): мали покривач који се обично користи за топлоту и декорацију; обично се поставља на крај кревета.